# Jupiter Ganymede Orbiter
El Jupiter Ganymede Orbiter va ser part del projecte internacional Europa Jupiter System Mission (EJSM). El Jupiter Ganymede Orbiter (JGO) va ser proposat com a sonda orbitadora per l'ESA per a ser enlairat a l'espai en el 2020. Els plans de la missió inclouen estudis detallats dels satèl·lits de Júpiter Ganimedes i Cal·listo com també la magnetosfera joviana.
Aquesta missió va ser reemplaçada per la Jupiter Icy Moon Explorer.